# Anton Köhler
Anton Köhler ou Antonín Köhler,, né le 26 avril 1865 à Habichtstein (aujourd'hui Jestřebí) et mort le 27 septembre 1939 à Reichenberg (aujourd'hui Liberec) est un chef d'orchestre et compositeur germano-bohème.
Il a notamment dirigé pendant plus de vingt ans la musique militaire de l'infanterie du 35e régiment de Pilsen de 1893 à 1918. À cette époque, l'importance des orchestres amateurs de Pilsen s'accroissant, les fanfares militaires se produisaient moins fréquemment en public. Toutefois, Köhler marque une différence dans le répertoire de ses concerts qui s'orientent davantage vers la musique symphonique que vers les ouvertures d'opéra et les arrangements d'opéra habituels.
En collaboration avec l'association du chœur Hlahol de Pilsen, il contribue à la mise en avant des œuvres chorales accompagnées d'orchestre, mettant également à l'honneur la musique contemporaine. Köhler a accordé une attention particulière aux œuvres d'Antonín Dvořák, organisant un programme pour célébrer le 60e anniversaire du compositeur.

## Biographie
Il naît le 26 avril 1865 à Jestřebí (anciennement « Habichtstein »),. Ses parents sont Josef (Wenzel) Köhler (1825-1873) et Anna Maria née Weber (1828-1907).
De 1879 à 1885, il étudie au conservatoire de Prague, comme élève de František Zdeněk Skuherský, de Karel Knittl et de Josef Klička,. Il y obtient son diplôme de contrebasse en 1885,.
Pendant trois ans, il suivra également l'école d'orgue de Prague.
En 1889, Anton Köhler devient K.u.K. Kapellmeister des Infanterieregiments (« maître de chapelle impérial et royal ») au 45e régiment d'infanterie à Przemyśl. Il donne des concerts à succès pour le grand public, à Karlsbad, Marienbad et Franzensbad,.
En 1899, il termine ses études à l'école d'orgue de Prague.
Après le départ du chef d'orchestre Emil Kaiser, il remporte en 1893 l'audition et devient Kaplan (« chef ») du 35e régiment d'infanterie impérial et royal à Prague,. Il dirige cette fanfare jusqu'en 1918.
Il se marie le 2 mars 1900 à Berlin-Charlottenburg avec Agnes Nissle, née le 5 février 1877 et originaire de Köpenick. Après la mort de sa jeune épouse le 15 aout 1900 à Pilsen (Plzeň), Anton Köhler épouse le 8 octobre 1901 Augusta Antonia Kolb, née le 20 août 1873 à Třemošné près de Pilsen), avec laquelle il a deux filles: Gertrud Josefa Valentina, née le 9 février 1903 et Paula (Paulina Emma Valentina), née le 29 juillet 1904,.
Pendant la Première Guerre mondiale, il est en poste sur les fronts russes et italiens; de 1914 à 1919 comme Kapellmeister auprès du "Ersatzbataillon" du 35e régiment d'infanterie, puis jusqu'au 18 aout 1918 comme officier de poste et Kapellmeister. En mars 1919 il devient Kapellmeister de la garnison Rumburk (Rumburg), puis prend la direction musicale de la garnison de Jičín. Il obtient le grade de Hauptmann dans ce 22e régiment d'infanterie à Jicin (Gitschin), puis, après avoir passé un examen de langue tchèque, devient Stabshauptmann. Sa "marche pour le 22 régiment" est enregistrée en 1969 par l'orchestre de l'armée tchécoslovaque.
Köhler jouit d'une grande popularité dans cette région de Bohême du Nord, comme en témoignent les articles de presse de l'époque.[réf. nécessaire] Ayant pu donner des concerts devant le chah de Perse,, il est, en 1904, déjà décoré de la médaille du jubilé ("Jubiläums-Erinnerungs-Medaille") et de l'ordre persan du Soleil et du Lion (IVe classe), un ordre militaire et civil en l'honneur de représentants étrangers . Membre fondateur de l'AKM (Autoren, Komponisten, Musikverleger), une société de gestion des droits d'auteur autrichienne, il figure comme compositeur dans la liste des membres de 1937.
Il prend sa retraite le 1er février 1926.

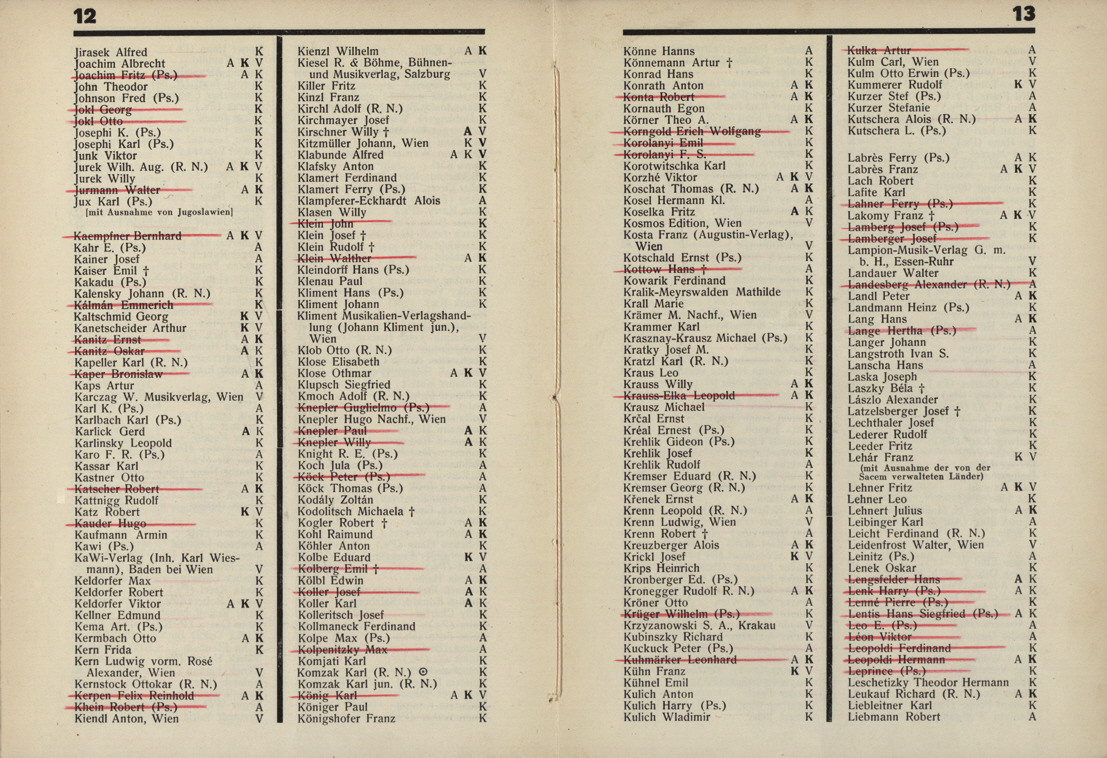
Liste des auteurs, compositeurs et éditeurs dans le domaine de la musique en 1937, où figure Anton Köhler.

Anton Köhler meurt le 27 septembre 1939 à Liberec (anciennement « Reichenberg »).

## Œuvre

### Œuvres pour fanfare
- Recognoscierungs Marsch[11][6]
- Kokoschinegg-Marsch (en honneur du commandant du 35e régiment d'infanterie Heinrich Kokoschinegg)[11];
- Nowak-Marsch (avant 1910, Urbánek)[6] ;
- Sultan-Marsch (avant 1910, Kunz)[10][6] ;
- Marche du 22e régiment de l'armée tchécoslovaque (entre 1920 et 1926)[8];
- Albertine. Gavotte (1890, Joh. Hoffmann's Witwe, Prag[6]). (Der hochgeborenen Frau Albertine Adrovsky geb. Baronin Unukic von Aradgrad in Ehrfurcht gewidmet)[12],[10],[11] ;
- Gavotte „V upomínku“ (Zur Erinnerung), donnée en juin 1897 sous la baguette du compositeur à Pilsen[3];
- Lawn Tennis Polka (avant 1910, Urbánek)[10],[6] ;
- Marie, Polka française (avant 1910, Gebethner)[10],[6] ;

### Œuvres symphoniques
- Na Šumavě  (Im Böhmerwald) (ein großes Lied). Donné en concert en automne 1896 sous la baguette du compositeur[3] ;
- Preludium pro velký orchestr (Präludium für großes Orchester). Donné en concert en automne 1896 sous la baguette du compositeur[3] ;
- Dobrou noc (pesen) (Gute Nacht. Lied). Pour orchestre symphonique avec violon solo. Cette œuvre a été réédité et joué en janvier 2024 en la présence de l'arrière petite-fille dans l'orchestre[13] ;
- Mors et vita (symphonisches Gedicht für 21 Orchesterstimmen), un autographe en possession de la famille[réf. nécessaire].

### Ouvres pour choeur et orchestre
- Ave Maria pour choeur mixte et orchestre (Religioso). Donné en concert en 1911 sous la baguette du compositeur à Pilsen[3].

### Œuvres pour piano
- Erinnerung an die Weltausstellung in Chicago. Marsch op.62 für Pianoforte über das englische Lied „After the Ball“ (« Souvenir de l’exposition universelle de Chicago. Marche op.62 pour piano sur la chanson anglaise „After the Ball“ »)[14],[11].

### Œuvres variées
- Taneční skladby (Tanzstücke, danses)[3];
- Co týden dál, humorná směs (« Was kommt als nächstes, humorvolle Mischung »)[3].